# Surf Coffee
Surf Coffee — международная сеть кофеен, основанная в Сочи в 2010 году. Права на торговую марку Surf Coffee принадлежат, по состоянию на январь 2022 года, ООО «Стратфорд Глобал», основателем которого является Вадим Суханов.

## Описание
Surf Coffee является сетью кофейных заведений, чьи точки называются «спотами», каждая из которых имеет уникальное слово(-а) в своём названии. Помимо напитков на основе кофе собственной обжарки, чаёв, лимонадов, основных блюд и десертов к продукции Surf Coffee относится мерч, который представлен сотрудничеством с такими компаниями, как Volcom, Wolee и другими. Также в Surf Coffee предусмотрена система лояльности, носящая название «лицензия сёрфера» — специальная идентификационная карточка, благодаря которой у клиента появляется возможность получать кэшбек в виде 20%-х бонусных отчислений на эту карту с каждого заказа.

## История
Годом зарождения Surf Coffee является 2010, когда в Обнинске группа молодых людей, увлечённых кофе и посещавших одни и те же занятия сёрфингом, открыла небольшую точку формата «кофе с собой». В дальнейшем любовь основателей к сёрфингу переросла в одну из концепций заведений.
В 2018 году российские блогер Александр Гудков и предприниматели Андрей Шубин и Назим Зейналов приобрели франшизу Surf Coffee.
Выручка компании за 2021 год составила 146 000 000 рублей, а чистая прибыль — 53,4 млн рублей.

## Общественное мнение
Лола Малова, корреспондент интернет-издания Entermedia.io, обозревая одну из точек Surf Coffee, заявила, что отличительной чертой кофеен сети является смешение калифорнийского и гавайского стилей в дизайне, отметив также работу системы лояльности «Лицензия сёрфера». Ещё один автор Entermedia, Аида Хатмуллина, тоже заметила преобладание в интерьере тропических мотивов и близость к теме сёрфинга. Светлана Кесоян в своём обзоре консервированного кофе от Surf Coffee, опубликованном на сайте интернет-портала «Москвич», отнесла факт, что Surf Coffee «пропагандирует австралийский сёрф-стиль», к особенностям, выделяющим франшизу среди других заведений.